# Turniej Czterech Narodów w skokach narciarskich
Turniej Czterech Narodów w skokach narciarskich – cykl zawodów na igelicie, rozgrywany w ramach Letniego GP w latach 2006–2010. 
Cztery tytułowe narody to kraje alpejskie – Niemcy (zawody w Hinterzarten), Włochy (Pragelato), Szwajcaria (Einsiedeln) i Francja (Courchevel).
Turniej był nawiązaniem do rozgrywanego zimą Turnieju Czterech Skoczni. Punkty poszczególnych zawodników w klasyfikacji łącznej, podobnie jak w TCS są zliczonymi notami końcowymi za skoki w konkursach zaliczanych do TCN.
Pierwszy Turniej Czterech Narodów odbył się w sezonie 2006. Wygrał go Austriak Andreas Kofler (1002 pkt.), zajmując miejsce przed Adamem Małyszem (994,3) i swoim rodakiem Gregorem Schlierenzauerem (990,9).
W sezonie 2007 w turnieju zwyciężył Thomas Morgenstern (1017,8 pkt.), przed Adamem Małyszem (1014,7) i Gregorem Schlierenzauerem (1012,5).
Adam Małysz w 2007 roku jako jedyny skoczek zajął miejsce na podium we wszystkich czterech konkursach zaliczanych do TCN.
W sezonie 2008 w turnieju zwyciężył Gregor Schlierenzauer (913.2), przed Andreasem Koflerem (908,3) i Simonem Ammannem (897,6).
Po raz pierwszy od początku rozgrywania w ramach Letniego Grand Prix Turnieju Czterech Narodów w 2010 nie został rozegrany konkurs we Włoszech, w związku z czym do klasyfikacji Turnieju zostały zaliczone wyniki jedynie z trzech konkursów. W sezonie tym turniej nosił nazwę Turnieju Narodów.

## Zwycięzcy Turnieju Czterech Narodów
| TCN  | 1. miejsce            | 2. miejsce         | 3. miejsce            |
| ---- | --------------------- | ------------------ | --------------------- |
| 2006 | Andreas Kofler        | Adam Małysz        | Gregor Schlierenzauer |
| 2007 | Thomas Morgenstern    | Adam Małysz        | Gregor Schlierenzauer |
| 2008 | Gregor Schlierenzauer | Andreas Kofler     | Simon Ammann          |
| 2009 | Simon Ammann          | Adam Małysz        | Dienis Korniłow       |
| 2010 | Adam Małysz           | Thomas Morgenstern | Daiki Itō             |

## Najwięcej razy na podium w klasyfikacji generalnej Turnieju Czterech Narodów
| Miejsce | Imię i nazwisko       | Kraj       | 1. miejsca | 2. miejsca | 3. miejsca |
| ------- | --------------------- | ---------- | ---------- | ---------- | ---------- |
| 1.      | Adam Małysz           | Polska     | 1          | 3          | 0          |
| 2.      | Andreas Kofler        | Austria    | 1          | 1          | 0          |
|         | Thomas Morgenstern    | Austria    | 1          | 1          | 0          |
| 4.      | Gregor Schlierenzauer | Austria    | 1          | 0          | 2          |
| 5.      | Simon Ammann          | Szwajcaria | 1          | 0          | 1          |
| 6.      | Dienis Korniłow       | Rosja      | 0          | 0          | 1          |
| 7.      | Daiki Itō             | Japonia    | 0          | 0          | 1          |

## Najwięcej razy na podium konkursów Turnieju Czterech Narodów
| Miejsce | Imię i nazwisko       | Kraj       | 1. miejsca | 2. miejsca | 3. miejsca | Razem |
| ------- | --------------------- | ---------- | ---------- | ---------- | ---------- | ----- |
| 1.      | Adam Małysz           | Polska     | 2          | 6          | 2          | 10    |
| 2.      | Gregor Schlierenzauer | Austria    | 3          | 2          | 2          | 7     |
| 2.      | Thomas Morgenstern    | Austria    | 2          | 3          | 2          | 7     |
| 4.      | Simon Ammann          | Szwajcaria | 3          | 0          | 2          | 5     |
| 5.      | Andreas Kofler        | Austria    | 2          | 2          | 0          | 4     |
| 6.      | Georg Späth           | Niemcy     | 2          | 1          | 1          | 4     |
| 7.      | Daiki Itō             | Japonia    | 2          | 1          | 0          | 3     |
| 8.      | Bjørn Einar Romøren   | Norwegia   | 2          | 0          | 0          | 2     |
| 9.      | Harri Olli            | Finlandia  | 1          | 0          | 1          | 2     |
| 10.     | Roman Koudelka        | Czechy     | 0          | 1          | 1          | 2     |
| 11.     | Andreas Küttel        | Szwajcaria | 0          | 1          | 0          | 1     |
|         | Wolfgang Loitzl       | Austria    | 0          | 1          | 0          | 1     |
|         | Anders Jacobsen       | Norwegia   | 0          | 1          | 0          | 1     |
|         | David Zauner          | Austria    | 0          | 1          | 0          | 1     |
| 15.     | Jernej Damjan         | Słowenia   | 0          | 0          | 1          | 1     |
|         | Jakub Janda           | Czechy     | 0          | 0          | 1          | 1     |
|         | Dienis Korniłow       | Rosja      | 0          | 0          | 1          | 1     |
|         | Emmanuel Chedal       | Francja    | 0          | 0          | 1          | 1     |
|         | Robert Kranjec        | Słowenia   | 0          | 0          | 1          | 1     |
|         | Kalle Keituri         | Finlandia  | 0          | 0          | 1          | 1     |
|         | Maciej Kot            | Polska     | 0          | 0          | 1          | 1     |